# Кенсінгтон (Каліфорнія)
Кенсінгтон (англ. Kensington) — переписна місцевість (CDP) в США, в окрузі Контра-Коста штату Каліфорнія. Населення — 5428 осіб (2020).

## Географія
Кенсінгтон розташований за координатами 37°54′37″ пн. ш. 122°16′58″ зх. д. / 37.91028° пн. ш. 122.28278° зх. д. (37.910304, -122.282746).  За даними Бюро перепису населення США в 2010 році переписна місцевість мала площу 2,48 км², з яких 2,45 км² — суходіл та 0,02 км² — водойми.

## Демографія
Згідно з переписом 2010 року, у переписній місцевості мешкало 5077 осіб у 2199 домогосподарствах у складі 1417 родин. Густота населення становила 2049 осіб/км².  Було 2305 помешкань (930/км²).
Расовий склад населення:
| - 78,1 % — білих - 12,0 % — азіатів - 2,6 % — чорних або афроамериканців - 0,3 % — корінних американців - 1,1 % — осіб інших рас |

До двох чи більше рас належало 5,9 %. Частка іспаномовних становила 5,2 % від усіх жителів.
За віковим діапазоном населення розподілялося таким чином: 18,4 % — особи молодші 18 років, 59,4 % — особи у віці 18—64 років, 22,2 % — особи у віці 65 років та старші. Медіана віку мешканця становила 49,5 року. На 100 осіб жіночої статі у переписній місцевості припадало 89,7 чоловіків;  на 100 жінок у віці від 18 років та старших — 88,7 чоловіків також старших 18 років.
Середній дохід на одне домашнє господарство  становив 169 694 долари США (медіана — 146 378), а середній дохід на одну сім'ю — 192 770 доларів (медіана — 155 854). Медіана доходів становила 113 500 доларів для чоловіків та 91 620 доларів для жінок. За межею бідності перебувало 7,1 % осіб, у тому числі 2,4 % дітей у віці до 18 років та 2,7 % осіб у віці 65 років та старших.
Цивільне працевлаштоване населення становило 2960 осіб. Основні галузі зайнятості: освіта, охорона здоров'я та соціальна допомога — 29,6 %, науковці, спеціалісти, менеджери — 26,8 %, роздрібна торгівля — 7,2 %, мистецтво, розваги та відпочинок — 6,9 %.